# کل‌دوزخ یک
کل‌دوزخ یک، شهرکی  از توابع بخش مرکزی شهرستان ایذه در استان خوزستان ایران است.

## جمعیت
این شهرک در شهرک حومه‌شرقی قرار دارد و براساس سرشماری مرکز آمار ایران در سال ۱۳۹۵، جمعیت آن 3743نفر(752خانوار) بوده‌است.